# Hymenocallis woelfleana
Hymenocallis woelfleana är en amaryllisväxtart som beskrevs av Thaddeus Monroe Howard. Hymenocallis woelfleana ingår i släktet Hymenocallis och familjen amaryllisväxter. Inga underarter finns listade i Catalogue of Life.